# Antonina Sieriedina
Antonina Aleksandrowna Sieriedina (ros. Антонина Александровна Середина, ur. 23 grudnia 1929 w Łowcowie w obwodzie twerskim, zm. 2 września 2016 w Moskwie) – radziecka kajakarka. Trzykrotna medalistka olimpijska.
Brała udział w trzech igrzyskach (IO 60, IO 64, IO 68), na dwóch zdobywała medale. Zdominowała rywalizację, zwyciężając zarówno w jedynkach, jak i dwójkach – partnerowała jej Marija Szubina. W 1968 ponownie stanęła na podium w dwójkach, tym razem w duecie z Ludmiłą Pinajewą, zdobywając brąz. Pięciokrotnie stawała na podium mistrzostw świata, dwa razy sięgając po złoto (K-4 500 m: 1963, 1966), a trzy razy po srebro (K-1 500 m: 1963, K-2 500 m: 1958, 1966). Pochowana na Cmentarzu Kuncewskim w Moskwie.
Odznaczona licznymi orderami rosyjskimi i radzieckimi, w tym Orderem Lenina.